# Rörbockning
Rörbockning innebär olika metoder för att böja rör, vanligen av metall.

## Exempel på olika metoder
- Vid kallbockning dras vanligen röret över en urskålad kurvmall. Ett dragskaft användes som hävarm. Det har motsvarande urskålning så att skaft och mall tillsammans bildar en "tunnel" motsvarande rörets ytterdiameter. Det förhindrar att rörets krök tillplattas eller viks, istället för att böjas. Ibland användes även en invändig dorn som röret trädes på före bockningen. Dornen låses fast så att den sticker fram en aning framför där kurvan på röret börjar ta sin form. Röret löper alltså vid dragningen utanpå dornen. Dornen tvingar därmed röret att sträckas ut över dornens avrundade ände så att rörets krök blir helt rund istället för tillplattad.

Det finns många typer av rörbockningsverktyg allt från enkla handbockare till datastyrda hydrauliska.
- Vid varmbockning används ofta fin sand som fyllning inuti röret. Sanden packas noga innan krökningen utförs. Röret värms med svetslåga. Den mesta värmen appliceras då på utsidan av röret, d.v.s. rörets ytterkrök. Detta medför att röret sträcks på utsidan. Att rätt fördela och "flytta" värmen under bockningsprocessen, fordrar vana.

- Om man utesluter sandfyllning av röret kan man istället "veckbocka" röret. Detta fordrar vana och skicklighet. Med svetslåga värms röret så att veck uppstår på insidan av kröken.